# Provincie Sevilla
Provincie Sevilla je jednou z 8 provincií španělského autonomního společenství Andalusie. Sousedící provincie jsou: Málaga, Cádiz, Huelva, Córdoba, Badajoz. Sevilla je čtvrtou největší provincií Španělska podle počtu obyvatel a i hlavním městem Andalusie.

## Geografie
Hlavním vodním tokem protékajícím provincií je řeka Guadalquivir a jeho přítoky Genil a Guadaíra. Jinými důležitými řekami jsou Guadiana a Pinta. Sevillská provincie se většinou území rozkládá v nížině. Na sever provincie zasahuje pohoří Sierra Morena. Na hranici s provincií Huelva se nachází národní park Doñana.
Největším městem je Sevilla, další významná města jsou např. Dos Hermanas, Alcalá de Guadaíra, Utrera.
Město Sevilla na jižním břehu ř. Guadalquivir je největším městem Andalusie a má v jejím rámci také největší HDP. Provincie Málaga (32,207 mil. €) a Cadiz (23,313 mil. €) jsou 2. a 3. za provincií Sevilla. Přístav Sevilla je v provincii hospodářsky nejdůležitější.
Se sousední provincií Huelva se dělí o Parque Nacional de Doñana. Leží zde též Přírodní park Sierra Norte de Sevilla, největší chráněné území v Andalusii (177,484 ha). Řeka Guadalquivir protíná provincii od východu k západu. Severní část provincie je převážně hornatá. 
Sevilla má teplé středomořské klima s průměrnou roční teplotou 18.5 °C. Zimy bývají mírné, léta horká. Nejvyšší roční teploty v létě často překračují 40 °C, roční srážkový úhrn je cca 650 l/rok. Lokalita Écija je přezdívána „Andaluská smažicí pánev“ pro úmorná vedra. Écija he proslulá pěstování kukuřice.[zdroj?]

## Demografie
Provincie má rozlohu 14 036 km², počet obyvatel 1 957 210 (2023), z nichž 40% žije přímo v Seville. Provincie má hustotu obyvatel 125,25/km² Tvoří ji 106 obcí. Provincie Sevilla je 4. nejlidnatější provincií ve Španělsku a 1. v Andalusii.

### Vývoj populace
2005 1 813 908
2009 1 900 224
2013 1 942 155
2023 1 957 210

### Největší obce
(Stav k 1. lednu 2023)
| Obec                       | Počet obyvatel |
| -------------------------- | -------------- |
| Sevilla                    | 684 164        |
| Dos Hermanas               | 138 981        |
| Alcalá de Guadaíra         | 76 547         |
| Utrera                     | 51 718         |
| Mairena de Aljarafe        | 47 541         |
| Écija                      | 39 530         |
| Los Palacios y Villafranca | 38 698         |
| La Rinconada               | 40 162         |
| Coria del Río              | 30 887         |
| Carmona                    | 29 551         |
| Morón de la Frontera       | 28 241         |
| Lebrija                    | 27 727         |
| Camas                      | 26 665         |
| Tomares                    | 25 374         |
| Mairena del Alcor          | 24 125         |
| San Juan de Aznalfarache   | 22 472         |
| Bormujos                   | 22 780         |
| Marchena                   | 19 271         |
| Arahal                     | 19 585         |
| Lora del Río               | 19 393         |
| El Viso del Alcor          | 19 265         |
| Osuna                      | 17 818         |
| Castilleja de la Cuesta    | 17 536         |
| Las Cabezas de San Juan    | 16 546         |
| La Algaba                  | 16 105         |

## Rozdělení provincie
Existuje 20 soudních okresů/partidos judiciales se sídly v následujících obcích: Osuna, Cazalla de la Sierra, Sanlúcar la Mayor, Carmona, Lora del Río, Sevilla, Morón de la Frontera, Lebrija, Utrera, Écija, Alcalá de Guadaíra, Dos Hermanas, Marchena, Coria del Río , Estepa a Las Cabezas de San Juan
V souladu s katalogem, zpracovaným Radou pro turistiku a sport/la Consejería de Turismo y Deporte při Radě Andaluského společenství/de la Junta de Andalucía (nařízení ze dne 27. 3. 2003, kterým se schvaluje mapa andaluských regionů s účinkem na plánování turistických nabídek - podle hledisek územních, socioekonomických a demografických existuje v provincii Sevilla 9 regionů: El Aljarafe, Bajo Guadalquivir, Campiña de Carmona, Campiña de Morón y Marchena, Comarca Metropolitana de Sevilla, Comarca de Écija, Sierra Norte, Sierra Sur a Vega del Guadalquivir.
Paralelně s tímto rozdělením se také provincie Sevilla dělí na zemědělské regiony/comarcas agrícolas podle přírodních podmínek: je to 11 zemědělských regionů, které neodpovídají stejnojmenným regionům územním: Los Alcores, El Aljarafe, El Bajo Guadalquivir, La Campiña, El Corredor de la Plata, Comarca de Écija, Comarca de Estepa, Las Marismas, Sierra Sur, Sierra Norte, La Vega.[zdroj?]

## Ekonomika
Sevilla je hlavním průmyslovým centrem v Andalusii. Je zde situován zejména zemědělsko potravinářský průmysl, který se soustředí na výrobu hovězího, ovčího, kozího a drůbežího masa a pěstování plodin pšenice, ječmene, rýže, kukuřice, cizrny a slunečnice.
Je zde situována největší průmyslová zóna v Andalusii, Polígono Isla Mayor v Dos Hermanas a je zde i letecký průmysl.
Je zde i přístav, který je jediným komerčním říčním přístavem ve Španělsku.     Obsluhuje celou část západní Andalusie a část středního Španělska. A pro osobní přepravu je zde mezinárodní letiště Seville-San Paolo, které se nachází 3 km severovýchodně od města.
V prvním čtvrtletí 2023 bylo zde otevřeno ústředí španělské kosmické agentury. (španělsky: Agencia Espacial Española)
Významným zdrojem je i turistický ruch. Konkrétně město Sevilla je nejnavštěvovanějším městem Andalusie. V roce 2016 dorazilo do města víc než 2,5 miliónů turistů.

## Historie
Království Sevilla (španělsky Reino de Sevilla) bylo územní korporací Kastilské koruny v dnešním Španělsku.
Království bylo založeno roku 1248, když král Ferdinand III. Svatý Kastilský dobyl během reconquisty islámsko-maurské království (Taifa) Sevilla. Jako křesťanské království bylo spojeno s Kastilskou korunou, s níž sdílelo další osudy. Když roku 1262 dobyl Alfons X. město Cádiz, bylo připojeno ke království Sevilla.
Spolu s královstvími Córdoba (1236), Jaén (1246) a Granada (1492) tvořila Sevilla „Čtyři království andaluská“ (cuatro reinos de Andalucía) Kastilské koruny. Během územní reformy ministra vnitra Francisca Javiera de Burgos došlo k novému územnímu rozdělení Španělska. Roku 1833 bylo království rozděleno na provincie Sevilla, Cádiz a Huelva, které tvoří spolu s provinciemi Granada, Almería, Málaga, Córdoba a Jaén historický region Andalusie, který je od roku 1982 jedním ze 17 autonomních společenství Španělska (Comunidad Autónoma).[zdroj?]

## Znak provincie
Je tvořen modifikovaným znakem města, obklopeným "řetězem" znaků jednotlivých měst provincie. Znak představuje krále sv. Ferdinanda mezi svatými Isidorem a Leandrem. V patě štítu je rébus, který je dnes ve zlaté verzi na červeném listu také na vlajce města Sevilla.
Popis znaku: Francouzský štít s králem sv. Ferdinandem, provázeným sv. Isidorem a sv. Leandrem na pozadí gotické architektury. V patě písmena NO-DO a mezi nimi přadénko/madeja. Pole je modré, architektura zlatá, podlaha černo-stříbrně šachovaná. Pata je zelená, písmena i přadeno jsou zlatá. Kolem štítu je „medailon“, tvořený 10 štítky, které odpovídají zjednodušeným znakům (bez korunek) deseti soudních okresů: Écija: v modrém zlaté slunce, vše na štítku ve stříbrném poli; Osuna: ve zlatě hrad o třech věžích, provázený dvěma medvědy; Morón: v červeném stříbrný vzpínající se kůň s uzdou a sedlem; Marchena: v hlavě ve stříbře tři zkřížené šípy, dole korunovaný červený lev ve zlatě; Estepa: ve stříbře hrozen vína; Sanlúcar: slunce, vycházející za lesem a sloupy v modrém; Lora: ve stříbře zelený strom s černým kmenem (vavřín) pod korunou markýzů na hnědé půdě; Cazalla: ve zlatě nad modrou patou dvě holubice; Utrera: v hlavě dvakrát polcené dva olivovníky ve stříbře, mezi nimi přirozená věž ve zlatě, dole ve stříbře bílý kůň a černý býk proti sobě na mostě nad řekou, vše svých barev; Carmona: stříbrná hvězda v modrém, kolem bordura osmi kusů, střídavě zlaté pole s čv. lvem a čv. pole se zl. hradem.  Klenot: otevřená král. koruna. Používáno od r. 1938. Střední část odvozena od znaku města Sevilly. Písmena tvoří rébus – jde o nápis, který se čte "NO-madeja-DO", což zní podobně, jako "no me ha dejado", tj. „Ona (tj. Sevilla) mne neopustí”. Nápis připomíná, že Sevilla podporovala krále Alfonsa X. během vzpoury jeho syna Sancha.[zdroj?]
Znak titulárního království Sevilla představuje obraz trůnícího krále v modrém poli, lemovaném poli se znaky Kastilie a Leonu.[zdroj?]